# A Curable Disease
A Curable Disease è un cortometraggio muto del 1912. Non si conosce il nome del regista del film che fu prodotto dalla Edison.

## Produzione
Il film fu prodotto dalla Edison Manufacturing Company.

## Distribuzione
Distribuito dalla General Film Company, il film - un cortometraggio in una bobina - uscì nelle sale cinematografiche degli Stati Uniti il 7 ottobre 1912.